# Hundsjön (Nora socken, Uppland)
Hundsjön är en sjö i Heby kommun i Uppland och ingår i Dalälvens huvudavrinningsområde.